# Ljubimets
Ljubimets (bulgariska: Любимец) är en ort i Bulgarien. Den ligger i kommunen Obsjtina Ljubimets och regionen Chaskovo, i den sydöstra delen av landet, 250 km öster om huvudstaden Sofia. Ljubimets ligger 68 meter över havet och antalet invånare är 8 065.
Terrängen runt Ljubimets är platt söderut, men norrut är den kuperad. Ljubimets ligger nere i en dal. Närmaste större samhälle är Svilengrad, 12,2 km sydost om Ljubimets.
Trakten runt Ljubimets består till största delen av jordbruksmark. Runt Ljubimets är det glesbefolkat, med 20 invånare per kvadratkilometer.